# Christopher Richard Stringini
Christopher Richard „Richie” Stringini (ur. 28 listopada 1986 w Chicago, Illinois) – amerykański wokalista, członek zespołu US5.

## Życiorys
Od czwartego roku życia występował w licznych musicalach i reklamach. Jego twarz pojawiała się na okładkach książeczek dla dzieci czy pudełkach zabawek. Występował też gościnnie w serialach Lizzie McGuire i Moja najlepsza przyjaciółka, a także w hollywoodzkim filmie Rule Number One (reż. David Presley).
Niedługo po udziale w filmie Rule Number One zgłosił się do organizowanego przez Louisa Pearlmana reality show „Big in America”, którego zadaniem było wykreowanie nowego boysbandu. Richie zwycięsko przeszedł przez eliminacje i w roku 2005 stał się członkiem grupy US5. Wraz ze wstąpieniem do US5 zaczął używać swojego drugiego imienia („Richie”). Swoim teledyskiem „Best Friend” pokazał wszystkim, że jest godny uwagi.
Został adoptowany przez Kathleen i Roberta Stringini. Jego biologiczny ojciec jest z pochodzenia Amerykaninem o kanadyjskich korzeniach, a matka – Polką. Richie mieszka w miasteczku Wheaton w stanie Illinois.
Dostał nagrodę YAM! za najlepszą gwiazdę 2005 roku.
Do 2010 roku managerzy US5 utrzymywali, że Richie urodził się w 1988 roku, jednak on sam przyznał się do kłamstwa w 2010 roku.
Po kilku latach ciszy Richie rozpoczął solową karierę. Jego debiutancki singiel Man Down jest dostępny na iTunes oraz Amazon.

## Albumy z US5
- 2005 – Here We Go
- 2006 – Here We Go New Edition
- 2006 – In Control
- 2006 – In Control Deluxe Edition
- 2007 – In Control Reloaded
- 2008 – Around The World
- 2009 – Back Again

## DVD z US5
- 2005 – US5 – The History
- 2006 – Here We Go – Live & Private
- 2006 – US5 – Live In Concert
- 2008 – US5 on Holiday

## Teledyski
- Maria
- Just Because of You,
- Best Friend
- Come back to me baby,
- Mama
- In the club,
- One night with You,
- 365 days
- Rhythm of Life
- Too Much Heaven,
- Round&Round,
- The Boys Are Back